# Österreichischer Bauherrenpreis 2018
Mit dem Österreichischen Bauherrenpreis der Zentralvereinigung der Architekten Österreichs wurden im Jahr 2018 die folgenden Projekte ausgezeichnet:
| Realisierung                              | Bauherr                                        | Planer |
| ----------------------------------------- | ---------------------------------------------- | --- |
| „Häuser im Wald“, Turracher Höhe          | Robert Hollmann                                | Winkler + Ruck, Tragwerksplanung: Klaus Gelbmann |
| Paneum – Wunderkammer des Brotes in Asten | The Kornspitz Company/Peter Augendopler        | Coop Himmelb(l)au (Wolf D. Prix) |
| „Prinzessin Veranda“ in Graz (Lend)       | Prolend Projektentwicklung/Klaus Jeschek       | Pentaplan |
| Georunde Rindberg in Sibratsgfäll         | Gemeinde Sibratsgfäll/Konrad Stadelmann        | Innauer-Matt Architekten |
| Volksschule Dorf Lauterach                | Vizebürgermeisterin Doris Rohner               | Feyferlik/Fritzer, Tragwerksplanung: Johann Birner |
| Bundesschule Seestadt Aspern in Wien      | Bundesimmobiliengesellschaft/Gottfried Flicker | Fasch & Fuchs Architekten, Freiraumplanung: Pflanz! Garten&Freiraum OG, Tragwerksplanung: Werkraum Ingenieure ZT GmbH, Farbgestaltung: Hanna Schimek und Gustav Deutsch |

Die Hauptjury bestand aus Andreas Bründler (Basel), Gabriele Kaiser (Wien) und Stefan Marte (Feldkirch).